# Hit the Ice
Hit the Ice (ヒット•ジ•アイス?, Hitto ji Aisu), a volte sottotitolato The Video Hockey League, è un videogioco sportivo arcade di hockey su ghiaccio, sviluppato e pubblicato dalla Taito, in licenza a Williams Electronics, nel 1990. In Giappone la licenza è da parte di Midway Games.
Ebbe delle conversioni per le console PC Engine, SNES, Game Boy e Sega Mega Drive. Una versione per il NES era ultimata ma fu annullata prima della sua uscita.

## Modalità di gioco
Lo scopo di Hit the Ice è quello di superare l'avversario tirando il disco nella rete avversaria più spesso dell'avversario in questione entro tre periodi di gioco. Il titolo è unico perché invece di avere sei giocatori per squadra (come in Blades of Steel di Konami), ne ha soltanto tre (attaccante, difesa e portiere). Nella versione arcade, oltre ad avere il supporto fino a quattro utenti, vi sono solo due squadre (Rosso e Blu) e i giocatori possono essere scelti per ogni posizione.
Durante le partite, ci sono pochissime regole. I giocatori hanno mosse speciali, la maggior parte delle quali sono mosse illegali nell'hockey su ghiaccio vero e proprio (come tagliare, inciampare, dare gomitate o calciare gli avversari all'inguine). I combattimenti sono comuni, anche se un giocatore che ne perde uno non viene penalizzato. Invece, diventa lento per un po'. Se il giocatore perde diversi combattimenti in un periodo, lascia il match con un infortunio.
Ogni giocatore è capace di un "super tiro", che deve essere caricato in anticipo. Se gli viene permesso di caricare e tirare, il tiro colpirà il portiere con tale forza che verrà respinto in rete insieme al disco, contando come un goal. Se una squadra è abbastanza indietro, può ricevere un potenziamento sotto forma di "super drink", facendo brillare di energia il bastone del giocatore che lo consuma e trasformando ogni tiro in un super tiro per un breve periodo.

## Accoglienza
La versione arcade è stato un successo negli Stati Uniti, dove i guadagni settimanali per i gettoni sono stati in media di 192,25 dollari per unità da sala giochi nei mesi di novembre e dicembre 1990.
Nel Regno Unito, Hit the Ice è stato il gioco per PC Engine più venduto nell'ottobre 1991.